# Кигели V
Кигели V Ндахиндурва (руан./франц./енгл. Kigeli V Ndahindurwa), или Кигели V од Руанде (фр. Kigeli V du Rwanda, енгл. Kigeli V of Rwanda), крштен као Жан-Батист Ндахиндурва (руан./франц./енгл. Jean-Baptiste Ndahindurwa; Камембе, 29. јун 1936 — Вашингтон, 16. октобар 2016), био је последњи краљ (муами) Руанде, на власти од 28. јула 1959. до 28. јануара 1961. године — када је збачена Руандска монархија (уочи проглашења независности од Белгије).
Након кратког периода кретања из једног у друго место по одласку из Руанде, титуларни краљ је одлучио да остатак живота проведе у егзилу — у америчком градићу Оуктону (Вирџинија). Током овог раздобља свог живота био је познат по томе што је руководио Фондацијом „Краљ Кигели V” (енгл. King Kigeli V Foundation), организацијом за промовисање хуманитарног рада за руандске избеглице. Такође је био значајан и због активности за очување династијске, културне баштине своје бивше владајуће краљевске куће, укључујући племићке титуле, династички витешки поредак те друга одликовања.
Након смрти краља речено је да ће наследник убрзо да буде одабран. Јануара 2017. године је објављено да је у питању Јухи VI, нећак Кигелија V и њему претходног краља Мутаре III те унук краља Јухија V.

## Детињство и образовање
Кигели је рођен као Жан-Батист Ндахиндурва, 29. јуна 1936. године у Камембеу (тадашња колонија Руанда-Урунди, данас Руанда). Отац, Јухи Мусинга, свргнути је краљ Јухи V од Руанде; мајка, краљица Мукашема, била је једна од Јухиних жена. Припада етничкој групи по имену Тутси. Имао је четрнаесторо браће и сестара, а рођен је као један од најмлађих Јухиних многобројних потомака.
Када је Кигели имао четири године, његов отац је од стране Белгијске владе био прогнан у Мобу (Демократска Република Конго). Након смрти свог оца, 1944. године вратио се у Руанду. Кигели је као тинејџер крштен у Римокатоличкој цркви, добивши тако хришћанско име Жан-Батист; од тада је остао привржен католицизму.
Формално образовање је стицао у школи „Астрида” (фр. Groupe Scolaire d'Astrida, GSA) — данас школа „Бутаре” (фр. Groupe scolaire officiel de Butare, GSOB) у Руанди, као и на колеџу Нјангези (фр. Collège Nyangezi) у данашњој Демократској Републици Конго. Након што је 1956. године завршио школовање, наредне три године је радио у локалној влади у Руанди.

## Владавина у Руанди
Након што му је под неразјашњеним околностима 25. јула 1959. године умро полубрат, краљ Мутара III Рудахигва, три дана после је објављено да ће да га наследи Кигели — као краљ Кигели V Ндахиндурва. Кигелијево име се понекад транскрибује као Кигери (Kigeri). Иако ожењен, Кигелијев старији полубрат није имао деце; нагла смрт која је многе шокирала упућивала је на могућност да је на Мутара извршена одређена врста атентата.
Кигелијево именовање изненадило је белгијску администрацију, која није била укључена у његов избор и која је све описала као coup d'état; са овиме се слагала и нова политичка елита народа Хуту. Сам Кигели је такође био шокиран и изненађен када је сазнао да управо он долази на власт. Напета атмосфера и присутност наоружаних Руанданаца на сахрани спречили су Белгијанце од евентуалног приговарања, а такође је онемогућено да се у целу ствар умешају и припадници народа Хуту. Упркос свему, Кигелија су у почетку фаворизовале све стране: традиционалисте Тутси, националисте Хуту, те католичко свештенство које је гајило оптимистична осећања по питању његовог именовања. Међутим, самим начином именовања белгијске власти су изгубиле пређашњи утицај који је био далеко од занемарљивог; револуционари из редова народа Хуту и Тутси стекли су утисак да би насиљем могли да остваре многе своје циљеве. Чињеница да је успостава народа Тутси пројектовала долазак на власт такође је компромитовала Кигелијеву способност да делује као што су то радили пређашњи владари — у традиционалној улози неутралног ’арбитра’ различитих фракција.
Кигели је прописно пратио краљевску традицију занемарујући прошле етничке и идеолошке припадности, преузимајући улогу „оца свих људи у Руанди”. Међутим, политичка нестабилност и племенски сукоби порасли су упркос напорима монархије и других. Само месец дана након што је Кигели новембра 1959. почео да обавља своју функцију, сукоби између народа Хуту и Тутси дошли су до критичне тачке — стотине људи су умирале. Многи Тутси су отишли у изгнанство. Проблеме са све немирнијим становништвом Хуту охрабривала је белгијска војска, изазивајући тако велике револте. Кигели је касније написао: „Ја се не држим на власти [по сваку цену]... Увек ћу прихватити пресуду народа; оно што не могу прихватити је да белгијска администрација утиче на или искривљује ову пресуду.”
Јула 1960. године, Кигели је тражио уточиште у однедавно незавнисној нацији Конго. Годину после је био у Киншаси ради састанка са генералним секретаром Уједињених нација Дагом Хамаршелдом, када је Доминик Мбонјумутва уз подршку Белгијске владе извео државни пуч којим је успешно преузета контрола над државом Руандом. Монархија је формално збачена 28. јануара 1961. године. Пуч је за резултат имао референдум 1961. о судбини краљевског система нације.
Резултати избора са излазношћу од 95% показали су да око 80% гласача не жели да се монархија задржи. Кигели је аферу сматрао монтираном; недуго након поновног уласка у Руанду пре избора, белгијски званични су га ставили у кућни притвор.
Влада је званично депортовала Кигелија 2. октобра 1961. године на територију која данас припада Танзанији. Од тада је живео на више различитих локација, следећих неколико година, напуштајући регију Танкањике (где је живео у Дар ес Саламу) и одлазећи у места као што су Кампала (Уганда) и Наироби (Кенија). Додељен му је политички азил у Сједињеним Америчким Државама јула 1992. године; у Америци је провео остатак живота.

## Активности у егзилу
Када је добио политички азил у САД настанио се недалеко од Вашингтона, где је тражио социјалну помоћ и живио у насељима за социјалне случајеве. Накнадно се преселио у амерички градић Оуктон (Вирџинија), где је живео до своје смрти.
Путовао је светом и заступао интересе руандског народа и изнова позивао на мир и хармонију међу различитим групама. Кигели је наставио да се сећа жртава Руандског геноцида и покушао да помири све политичке, етничке и религијске партије у Руанди наводећи их да користе демократске процесе при решавању било каквих спорова. Кигели је био пријатељ бившег председника Јужне Африке Нелсона Манделе и премијера Демократске Републике Конго Патриса Лумумбе.
У интервјуу за Би-Би-Си из августа 2007. године, Кигели је изразио жељу да се врати у Руанду ако је народ ове земље спреман да га прихвати као свог уставног монарха. Рекао је да је упознао председника Пола Кагаме и да му је Кагаме рекао да се са својом породицом може слободно вратити, али Кигели је одговорио да када би то урадио — било би неопходно да зна да ће га људи прихватити као краља. Према Кигелију, Кагаме је рекао да ће да консултује владу по овом питању.

### Добротворни рад
Кигели је био на челу Фондације „Краљ Кигели V”, чија су мисија биле хуманитарне иницијативе у име руандских избеглица.

## Смрт и престолонаследник
Кигели је умро од срчане болести, у болници у Вашингтону 16. октобра 2016. године, у 81. години живота. Његов приватни секретар, Гај Пенингтон, рекао је да је наследник одређен и да ће његово име бити ускоро објављено. Кигели се никада није женио, због правила које забрањује краљевима да ступају у брак било где осим у својој земљи.
Иако се Кигели није женио, 10. јануара 2017. године Краљевска кућа је објавила да ће га наследити његов нећак Емануел Бушајија (као престолонаследник Јухи VI од Руанде).
Након смрти, откривено је да је Кигели имао најмање једну ћерку (Жаклин Руиванга, удата 1998—2015. за Ендруа Ругасиру и мајка петоро деце).

## Породично стабло
|  |                          |  |  |  |  |  |  |  |  |  |  |  |  |  |  |  |
|  | 16. Јухи IV (?—1802)     |  |  |  |  |  |  |  |  |  |  |  |  |  |  |  |
|  |                          |  |  |  |  |  |  |  |  |  |  |  |  |  |  |  |
|  |                          |  |  |  |  |  |  |  |  |  |  |  |  |  |  |  |
|  | 8. Мутара II (1802—1853) |  |  |  |  |  |  |  |  |  |  |  |  |  |  |  |
|  |                          |  |  |  |  |  |  |  |  |  |  |  |  |  |  |  |
|  |                          |  |  |  |  |  |  |  |  |  |  |  |  |  |  |  |
|  | 17. Нјирамавуго (?—?)    |  |  |  |  |  |  |  |  |  |  |  |  |  |  |  |
|  |                          |  |  |  |  |  |  |  |  |  |  |  |  |  |  |  |
|  |                          |  |  |  |  |  |  |  |  |  |  |  |  |  |  |  |
|  | 4. Кигели IV (1853—1896) |  |  |  |  |  |  |  |  |  |  |  |  |  |  |  |
|  |                          |  |  |  |  |  |  |  |  |  |  |  |  |  |  |  |
|  |                          |  |  |  |  |  |  |  |  |  |  |  |  |  |  |  |
|  | 18. Митари (?—?)         |  |  |  |  |  |  |  |  |  |  |  |  |  |  |  |
|  |                          |  |  |  |  |  |  |  |  |  |  |  |  |  |  |  |
|  |                          |  |  |  |  |  |  |  |  |  |  |  |  |  |  |  |
|  | 9. Нјиракигери (?—?)     |  |  |  |  |  |  |  |  |  |  |  |  |  |  |  |
|  |                          |  |  |  |  |  |  |  |  |  |  |  |  |  |  |  |
|  |                          |  |  |  |  |  |  |  |  |  |  |  |  |  |  |  |
|  | 2. Јухи V (1883—1994)    |  |  |  |  |  |  |  |  |  |  |  |  |  |  |  |
|  |                          |  |  |  |  |  |  |  |  |  |  |  |  |  |  |  |
|  |                          |  |  |  |  |  |  |  |  |  |  |  |  |  |  |  |
|  | 20. Гага (?—?)           |  |  |  |  |  |  |  |  |  |  |  |  |  |  |  |
|  |                          |  |  |  |  |  |  |  |  |  |  |  |  |  |  |  |
|  |                          |  |  |  |  |  |  |  |  |  |  |  |  |  |  |  |
|  | 10. Руакагара (?—?)      |  |  |  |  |  |  |  |  |  |  |  |  |  |  |  |
|  |                          |  |  |  |  |  |  |  |  |  |  |  |  |  |  |  |
|  |                          |  |  |  |  |  |  |  |  |  |  |  |  |  |  |  |
|  | 5. Нјирајухи (?—?)       |  |  |  |  |  |  |  |  |  |  |  |  |  |  |  |
|  |                          |  |  |  |  |  |  |  |  |  |  |  |  |  |  |  |
|  |                          |  |  |  |  |  |  |  |  |  |  |  |  |  |  |  |
|  | 1. Кигели V (1936—2016)  |  |  |  |  |  |  |  |  |  |  |  |  |  |  |  |
|  |                          |  |  |  |  |  |  |  |  |  |  |  |  |  |  |  |
|  |                          |  |  |  |  |  |  |  |  |  |  |  |  |  |  |  |
|  | 3. Мукашема (?—?)        |  |  |  |  |  |  |  |  |  |  |  |  |  |  |  |
|  |                          |  |  |  |  |  |  |  |  |  |  |  |  |  |  |  |
|  |                          |  |  |  |  |  |  |  |  |  |  |  |  |  |  |  |

## Почасти

### Статус и признања
Као титуларни краљ у егзилу, као део одржавања своје породичне краљевске културне баштине, Кигели V је давао рицарски орден (фр. ordres de chevalerie) и племићке титуле; он је био ’извор части’ (лат. fons honorum), у складу са традиционалним обичајима.
Истраживање из 2016. године показало је да је претходни руандски краљ Мутара III додељивао руандске племићке титуле и онима који нису били Руанданци. Ово је доследно са изјавама краља Кигелија који је говорио да је његов старији брат, када је постао краљ, делио ордење и племићке титуле неруанданцима. Независни извор који ово потврђује налази се у штампаном чланку Гардијана под именом „Афрички краљ добија папске почасти из Ватикана” (енгл. African King Gets Papal Honor from Vatican), публикацији Римокатоличке епархије Литл Рока (енгл. Roman Catholic Diocese of Little Rock, лат. Dioecesis Petriculana) у Арканзасу из 4. јула 1947. године.
Титуле признаје генеалошки издавач Беркс пириџ (енгл. Burke's Peerage), као и учено друштво Огастан сосајети (енгл. Augustan Society).
Међутим, активности су такође биле предмет контроверзи неких критичара.
У чланку Економиста из 2013. године наводи се да су донације између 1.000 долара и 8.000 долара и услуге и до 30.000 долара претходиле давању одликовања. На веб-сајту краља Кигелија је септембра 2016. године објављена изјава у којој се каже да су признања додељивана на основу заслуга, везано за претходно демонстрирани добротворни рад, постигнуће у струци и стручну спрему, у што се може укључити и накнада за ’улазак’.
Како председник Међународне комисије за рицарске ордене (енгл. International Commission on Orders of Chivalry, ICOC; итал. Commissione Internazionale permanente per lo studio degli Ordini cavallereschi) године 2013. није могао да препозна титуле као део руандске историјске традиције, Кигелијеве активности око признања је прогласио „веома тужним” позивајући да се иста не додељују. Генерални секретар краља у то време је одговорио следећим речима: „Ко има право да доводи у питање његову власт осим бога и његових сународника”

### Домаће титуле
- Његово Величанство Муами Руанде (на власти 1959—1961, титуларно 1961—2016)

### Стране титуле
- Соломонска династија: Рас[31]

### Домаћи ордени
- Велики мајстор Краљевског реда Добоша, први пут доделио Кигели V[4]
- Велики мајстор Краљевског реда Круне, први пут доделио Кигели V[4]
- Велики мајстор Краљевског реда Ћубастог ждрала, први пут доделио Кигели V[4]
- Велики мајстор Краљевског реда Лава (Интаре), први пут доделио Мутара III[4]

### Страни ордени
Страни ордени и признања које је добио краљ Кигели V:
- Велики крст Ордена Светог Маврикија и Лазара (Династија Савоја)
- Велики крст Ордена Безгрешног зачећа Виле Висозе (Династија Брагансе)
- Велики крст Ордена Крила Светог Михаила (Династија Брагансе)
- Велики крст Ордена Краљице од Сабе (Соломонска династија)
- Велики крст Ордена Звезде Етиопије (Етиопско царство)
- Велики крст Ордена Краља Соломона (Етиопско царство)
- Велика огрлица Ордена Краља Исмаила (Краљевска кућа Египта)
- Велика огрлица Ордена Орла Грузије (Краљевска кућа Грузије)
- Витез (једночински ред) Ордена Светог Краља Давида Псалмисте (Династија Багратиони)
- Почасни крст Краљевског и милостивог друштва Белгије[33]
- Велика огрлица Ордена Заслуга Португалске краљевске куће (Династија Брагансе)[34]

### Црквени ордени
- Римокатоличка епархија Сао Томе и Принсипе: Крст Сао Томе, апостол од бискупа Абилија Родаса де Соусе Рибаса

### Градске награде
- Витез Најпрестижнијег Братства Најсветијег Сакрамента Племенитог Града Лисабона
- Слобода Града Корпорације Града Лондона[35]

### Друге награде
- Награда „Златна звезда” Асоцијације за међународне стратешке студије (за изузетне доприносе у стратешком напретку кроз хуманитарно достигнуће у раду за руандске избеглице у Африци)